# يانوس سسيك
يانوس سسيك (بالمجرية: Csík János)‏ (ولد في 20 ديسمبر 1946)  هو لاعب كرة يد مجري سابق.
في عام 1972 كان جزءا من الفريق المجري الذي احتل المركز الثامن في دورة الألعاب الأولمبية الصيفية لعام 1972 . لعب في مباراة واحدة وسجل هدفين.

## روابط خارجية
- يانوس سسيك على موقع أوليمبيديا (الإنجليزية)

- نبذة عن الموقع الرسمي للجنة الأولمبية الهنغارية